# Arctic Antics
Arctic Antics är en amerikansk animerad kortfilm från 1930. Filmen ingår i Silly Symphonies-serien.

## Handling
Filmen utspelar på Arktis och visar hur sälar och pingviner framför olika musikaliska nummer.

## Om filmen
Filmen innehåller flera klassiska musikstycken, bland annat Ballet égyptien av Alexandre Luigini och Die Parade der Holzsoldaten av Leon Jassell. Båda styckena spelas även i de senare Disney-filmerna Egyptiska melodier från 1931 respektive Kalle Anka vid Nordpolen från 1938 med Kalle Anka och Långben.
Filmen återanvänder delvis animation från filmen Wild Waves från 1929 med Musse Pigg.